# Patrice Dubois
 (février 2017).
Si vous disposez d'ouvrages ou d'articles de référence ou si vous connaissez des sites web de qualité traitant du thème abordé ici, merci de compléter l'article en donnant les références utiles à sa vérifiabilité et en les liant à la section « Notes et références ».
Pour les articles homonymes, voir Dubois.
Patrice Dubois, né le 24 septembre 1972 à Jonquière (Québec), est un acteur et metteur en scène canadien. Il est le co-directeur artistique de la compagnie Le Théâtre PÀP fondée en 1978 par son collaborateur Claude Poissant. Également actif dans le doublage, il est notamment la voix québécoise de Josh Duhamel, Paul Rudd, Seann William Scott, Topher Grace, Joshua Jackson, Mark Wahlberg ainsi qu'une des voix de Jason Segel, Christian Bale, Timothy Olyphant, Michael Fassbender et James Franco.

## Biographie
Depuis sa sortie de l’école de théâtre de Saint-Hyacinthe en 1993, on a pu le voir dans plus d’une trentaine de pièces dans différents théâtres du Québec. En juin 2005, il endossait le rôle de “Richard Premier” dans l’épopée Vie et mort du Roi Boiteux, mis en scène par son frère Frédéric Dubois.
À la fois metteur en scène et comédien, Patrice Dubois arpente le Québec avec son solo Everybody’s Welles pour tous, sur la vie du cinéaste Orson Welles. Produit par le Théâtre PÀP, ce spectacle a reçu en 2004 le Masque de la production Montréal. La version anglaise a été créée en 2006 au Centre des arts Saydie Bronfman, la version définitive a été produite à L’Espace Go en octobre 2007.
En avril 2007 il a joué dans Les frères Laforêt de François Archambault, une production de janvier Toupin Théâtre d’Envergure, compagnie qui a diffusé ses récents spectacles au Théâtre La Licorne à Montréal. Cette production sera reprise en 2009.
Patrice Dubois a fondé Le Groupe Audubon, qui s’est intéressé longtemps aux travaux de Boris Vian et à la 'Pataphysique et qui présentait Outrage au public à l’automne 2006 au Goethe-Institut de Montréal.
À titre de metteur en scène, on lui doit une quinzaine de pièces dont la création québécoise Betty à la plage, de Christopher Durang et Texas de François Létourneau.
À la télévision, il a tenu plusieurs rôles dans une quinzaine de téléséries et de téléromans dont Majeurs et Vaccinés (rôle pour lequel il a été nommé au gala des prix Gémeaux), Tribu.com, Papi Bonheur et Diva. Il a incarné pendant plus de cinq ans le personnage de Victor Dubé dans le téléroman Les Poupées russes diffusé au Réseau TVA. Il est de la distribution de la série Les Sœurs Elliot.
Au cinéma il a tenu les rôles principaux des films Embrasse-moi, c’est pour la vie, J’aime, j’aime pas et Joyeux calvaire de Denys Arcand. En 2012 il a aussi joué dans le film Camion de Rafaël Ouellet.
Patrice a participé au doublage de près de 150 films, de dessins animés et de séries télévisées.

## Filmographie

### Longs métrages
- 1993 : Embrasse-moi, c'est pour la vie, téléfilm de Jean-Guy Noël : Filou
- 1996 : J'aime, j'aime pas de Sylvie Groulx : Michel
- 1996 : Joyeux Calvaire de Denys Arcand : Son petit chien
- 2008 : Derrière moi (Behind Me) de Rafaël Ouellet : Le proxénète
- 2012 : Camion de Rafaël Ouellet : Samuel
- 2013 : Mommy : Policier
- 2021 : Babysitter : Christian
- 2022 : L'Ouragan FYT : Père
- 2022 : Vampire humaniste cherche suicidaire consentant : Médecin

### Télévision
- 1995 : Majeurs et vaccinés : Gilbert Matte
- 1995 : Les grands procès : Étudiant Gendron
- 1998 : Réseaux : Rémi
- 2000 : Chartrand et Simonne : Henri
- 2000 : The Secret Adventures of Jules Verne - épisode : Lord of Air and Darkness : Felix Rouzic
- 2001 : Tribu.com : Thomas Dubé
- 2002 : Les Poupées russes : Victor Dubé
- 2007- 2008 : Les Sœurs Elliot : Raphaël soucy
- 2007 : Fais ça court ! : Multiples
- 2010 : Yamaska : Xavier Bonami
- 2011 : Les Rescapés : Gaétan Carrette
- 2018 : District 31 : Jacques Charbonneau
- 2019 : Épidémie : Samuel Raymond
- 2021 : Les moments parfaits : Denis
- 2021 : L'homme qui aimait trop : Christian Laberge
- 2021-2023 : Le bonheur : Stéphane le psychologue
- 2022 : Les yeux fermés : Denis Dénommé
- 2022-2023 : Complètement lycée : Coach George Manson
- 2023 : Avant le crash : Journaliste

## Doublage

### Cinéma

#### Films
| - Mark Wahlberg dans : (17 films) - La tempête (2000) : Bobby Shatford - Rock Star (2001) : Chris Cole - Un boulot à l'italienne (2003) : Charlie Croker - Invincible (2006) : Vince Papale - La nuit nous appartient (2007) : Joseph Grusinsky - Les Renforts (2010) : Détective Terry Hoitz - Contrebande (2012) : Chris Farraday - Emprise sur la ville (2013) : Billy Taggart - Coup musclé (2013) : Daniel Lugo - La Flambeur (2014) : Jim Bennett - Le retour de papa (2015) : Dusty Mayron - Tout l'argent du monde (2017) : Fletcher Chace - Le retour de papa 2 (2017) : Dusty Mayron - Une famille immédiate (2018) : Pete Wagner - La route du destin (2020) : Joe Bell - Paul Rudd dans : (17 films) - La Forme des Choses (2003) : Adam Sorenson - Oh en Ohio (2006) : Jack Chase - Au gré des marées (2006) : Hunt - Grossesse surprise (2007) : Pete - Walk Hard : L'Histoire de Dewey Cox (2007) : John Lennon - Le Fantôme de son ex (2008) : Henry - Des gars modèles (2008) : Danny Donohue - Comment savoir (2010) : George Madison - Notre idiot de frère (2011) : Nedrick « Ned » Rochlin - 40 ans : Mode d'emploi (2012) : Pete - Ant-Man (2015) : Scott Lang / Ant-Man - Capitaine America: La Guerre civile (2016) : Scott Lang / Ant-Man - Ant-Man et la Guêpe (2018) : Scott Lang / Ant-Man - Avengers : Phase finale (2019) : Scott Lang / Ant-Man - SOS Fantômes : L'au-delà (2021) : Gary Grooberson - Ant-Man et la Guêpe : Quantumania (2023) : Scott Lang / Ant-Man - SOS Fantômes : L'Empire de glace (2024) : Gary Grooberson - Josh Duhamel dans : (14 films) - Touristes (2006) : Alex - Transformers (2007) : Capitaine William Lennox - Transformers : La Revanche (2009) : Major William Lennox - Les romantiques (2010) : Tom - C'était à Rome (2010) : Nicholas « Nick » Beamon - Ramona et Beezus (2010) : Hobart - La vie, tout simplement (2010) : Eric Messer - Transformers 3 : La Face cachée de la lune (2011) : le lieutenant-colonel William Lennox - Le feu par le feu (2012) : Jeremy Coleman - Un havre de paix (2013) : Alex Wheatley - Mensonges (2016) : Ben Cahill - Transformers : Le Dernier Chevalier (2017) : le lieutenant-colonel William Lennox - Avec Amour, Simon (2018) : Jack Spier - Mariage en otage (2022) : Tom Fowler - Seann William Scott dans : (10 films) - Destination ultime (2000) : Billy Hitchcock - Un moine à toute épreuve (2003) : Kar - Folies De Graduation : Le Mariage (2003) : Steve Stifler - Shérif, fais-moi peur (2005) : Bo Duke - Monsieur Woodcock (2007) : John Farley - La Promotion (2008) : Doug Stauber - Flics en service (2010) : Dave - Goon : Dur à cuire (2011) : Doug Glatt - Folies de Graduation : La Réunion (2012) : Steve Stifler - Goon : Le Dernier des durs à cuire (2017) : Doug Glatt - Jackpot (2024) : l'homme robuste - Patrick Wilson dans : (10 films) - Alamo (2004) : William Travis - Les enfants de chœur (2006) : Brad Adamson - Crépuscule (2007) : Harris Arden - Passagers (2008) : Eric - Insidieux (2010) : Josh Lambert - Insidieux : Chapitre 2 (2013) : Josh Lambert - La Conjuration 2 (2016) : Ed Warren - Midway (2019) : lieutenant-commandant Edwin T. Layton - La Conjuration : Sous l'emprise du diable (2021) : Ed Warren - Insidieux : La Porte rouge (2023) : Josh Lambert - Michael Fassbender dans : (9 films) - 300 (2006) : Stelios - Jonah Hex (2010) : Burke - Piégée (2011) : Paul - Prometheus (2012) : David - Esclave pendant douze ans (2013) : Edwin Epps - Assassin's Creed (2016) : Callum Lynch / Aguilar de Nerha - Alien: Covenant (2017) : David 8 / Walter One - Le Bonhomme de neige (2017) : Harry Hole - Phénix Noir (2018) : Erik Lehnsherr / Magnéto - Henry Cavill dans : (7 films) - Marais Noir (2009) : Evan Marshall - L'Homme d'acier (2013) : Kal-El / Clark Kent / Superman - Des agents très spéciaux : Code UNCLE (2015) : Napoléon Solo - Batman vs Superman : L'Aube de la justice (2016) : Clark Kent / Superman - La Ligue des Justiciers (2017) : Clark Kent / Superman - Mission impossible 6 (2018) : August Walker - Black Adam (2022) : Clark Kent / Superman - Paul Bettany dans : (6 films) - Le Code Da Vinci (2006) : Silas - Cœur d'encre (2008) : Doigt de poussière - Le Touriste (2010) : Inspecteur John Acheson - Marge de manœuvre (2011) : Will Emerson - Prêtre (2011) : Le prêtre - Transcendance (2014) : Dr Max Waters - Topher Grace dans : (6 films) - Trafic (2000) : Seth Abrahms - En bonne compagnie (2004) : Carter Duryea - Spider-Man 3 (2007) : Eddie Brock / Venom - La Saint-Valentin (2010) : Jason - Les Prédateurs (2010) : Edwin - Le dédoublement (2011) : Ben Geary - Cillian Murphy dans : (6 films) - Intermède (2003) : John - Refuge (2011) : Martin - En temps (2011) : Raymond Leon - Hostiles et Armés (2017) : Chris - Un coin tranquille 2e partie (2021) : Emmett - Oppenheimer (2023) : J. Robert Oppenheimer - Joshua Jackson dans : - Le clan des Skulls (2000) : Lucas « Luke » McNamara - Commérages (2000) : Beau Edson - Maléfice (2005) : Jake - Des Ombres au Soleil (2005) : Jeremy Taylor - Bobby (2006) : Wade - Obturateur (2008) : Benjamin Shaw - Jason Segel dans : - Les Complices (2002) : Sam Schechter - Oublie Sarah Marshall (2008) : Peter Bretter - J't'aime mon homme (2009) : Sydney Fife - Les Voyages de Gulliver (2010) : Horatio - Sale prof (2011) : Russell Gettis - Film osé (2014) : Jay - Christian Bale dans : - Shaft (2000) : Walter Wade Jr. - Le Règne du feu (2002) : Quinn Abercromby - Équilibrium (2002) : John Preston - Le coup de grâce (2010) : Dicky Eklund - Arnaque américaine (2013) : Irving Rosenfeld - Timothy Olyphant dans : - Les Détraqués (2010) : David Dutton - Numéro Quatre (2011) : Henry - La fête des mères (2016) : Henry - Snowden (2016) : L'agent Geneva - Il était une fois à Hollywood (2019) : James Stacy - Josh Lucas dans : - Les Vieux Lions (2003) : Walter, adulte - Au tournant de la vie (2004) : Jason Lair - Une vie inachevée (2005) : Shérif Crane Curtis - Chemin de la Gloire (2006) : Don Haskins - Kidnappée (2012) : Vincent - Wes Bentley dans : - Le Maître de Kingdom Come (2000) : Donald Dalglish - L'Entre-Mondes (2001) : Matt - Disparue (2012) : Inspecteur Peter Hood - Hunger Games : Le film (2012) : Seneca Crane - Derek Luke dans : - Les Lumières du vendredi soir (2004) : James « Boobie » Miles - Bien sûr, peut-être (2008) : Russell McCormack - Miracle à St-Anna (2008) : Sergent Aubrey Stamps - Recherche ami pour partager fin du monde (2012) : Speck - Jason Biggs dans : - Des gars, des filles (2000) : Steve / Hunter - La fille du New-Jersey (2004) : Arthur Brickman - Huit en dessou (2006) : Charlie Cooper - DeRay Davis dans : - L'Académie des Losers (2006) : Bee Bee - Semi-pro (2008) : Bee Bee Ellis - 21 Jump Street (2012) : Domingo - Ethan Embry dans : - Prisonniers du temps (2003) : Josh Stern - Pizza (2005) : Matt Firenze - Le Grand Jour (2005) : Donovan - Donald Faison dans : - En souvenir des Titans (2000) : Petey Jones - Méga-Rançon (2005) : Andre - Un goût de nouveauté (2006) : Nelson McQueen - James Franco dans : - Méchante soirée (2010) : Taste - Mange, prie, aime (2010) : David Piccolo - Son Altesse (2011) : Fabious - Seth Meyers dans : - Voyage au centre de la Terre (2008) : Professeur Alan Kitzens - Des Vacances de Printemps d'Enfer (2009) : William - Je ne sais pas comment elle fait (2011) : Chris Bunce - Lee Pace dans : - Miss Pettigrew et le jour de sa vie (2008) : Michael Pardue - Marmaduke (2010) : Phil Winslow - La Résidente (2011) : Jack - Édgar Ramírez dans : - Domino (2005) : Choco - La Colère des Titans (2012) : Arès - Délivrez-nous du mal (2014) : Mendoza - Ian Somerhalder dans : - La Maison sur la Falaise (2001) : Josh - Entre les mains de l'ennemi (2004) : Danny Miller - Le tournoi de la mort (2009) : Miles Slade - Saïd Taghmaoui dans : - Le Dernier Coup de Monsieur Bob (2002) : Paulo - Hidalgo (2004) : Prince Bin Al Reeh - Les Cerfs-volants de Kaboul (2007) : Farid - Marcus Thomas dans : - Qui a tué Mona ? (2000) : Jeff Dearly - Piège de glace (2021) : Gurty - Sisqó dans : - Songe d'une nuit d'ados (2001) : Dennis Wallace - Chiens des neiges (2002) : Dr Rupert Brooks - Nick Cannon dans : - L'amour n'a pas de prix (2005) : Alvin Johnson - L'Agent fait ses classes (2005) : Tracy « Tre » Stokes - Bradley Cooper dans : - Sans limites (2011) : Edward « Eddie » Morra - Le Bon Côté des choses (2012) : Pat Solitano - Taye Diggs dans : - Le Truand de Malibu (2003) : Sean James - Rent (2005) : Benjamin "Benny" Coffin III - Stephen Dorff dans : - Les Voyous de Brooklyn (2002) : Leon - Ennemis Publics (2009) : Homer Van Meter - Joel Edgerton dans : - Drôles de bottes (2005) : Charlie Price - La Drôle de vie de Timothy Green (2012) : Jim Green - Brendan Fehr dans : - Station sauvage (2002) : Simon Herron - Le Temps des Retours (2006) : Paul - Brian Geraghty dans : - Terreur sur la ligne (2006) : Bobby - Déjà 10 ans (2011) : Matthew Liamsworth - Cuba Gooding Jr. dans : - Pearl Harbor (2001) : Marin Doris Miller - Gangster américain (2007) : Leroy « Nicky » Barnes - Gabriel Macht dans : - Cherche homme parfait (2007) : Johnny - Le Spirit (2008) : Le Spirit / Denny Colt - Steven Mackintosh dans : - Monde infernal 2 : Évolution (2006) : Andreas Tannis - Monde infernal : La Révolte des Lycans (2009) : Andreas Tannis | - Thomas McCarthy dans : - Duplicité (2009) : Jeff Bauer - 2012 (2009) : Gordon Silberman - Chad Michael Murray dans : - La Maison de cire (2005) : Nick Jones - Malédiction au Connecticut : Les fantômes de Géorgie (2013) : Andy Wyrick - Timothy Olyphant dans : - Les Détraqués (2010) : David Dutton - Numéro Quatre (2011) : Henri Smith - Barry Pepper dans : - Le Détour (2003) : Charlie Halliday - Inconnus (2006) : William Coles Jr. - David Ramsey dans : - Bobby Z (2007) : Wayne - Destin de femmes (2009) : Joseph - Norman Reedus dans : - Les Messagers 2: L'épouvantail (2009) : John Rollins - Pandorum (2009) : Shepard - Til Schweiger dans : - À toute vitesse (2001) : Beau Brandenburg - Deuce Bigalow: Gigolo Européen (2005) : Heinz Hummer - Joseph Sikora dans : - Saine et sauve (2012) : Vassily Docheski - Jack Reacher (2012) : James Barr - Daniel Sunjata dans : - Hanté par ses ex (2009) : Brad - L'Ascension du Chevalier Noir (2012) : Capitaine Jones - David Tennant dans : - Harry Potter et la Coupe de feu (2005) : Barty Croupton Jr. - Vampire, vous avez dit vampire ? (2011) : Peter Vincent - Eamonn Walker dans : - Le Messager (2009) : Colonel Stuart Dorsett - L'intraîtable Bone (2009) : James - Marlon Wayans dans : - Les Tueurs de dames (2004) : Gawain MacSam - Petit Homme (2006) : Calvin - Michael Weston dans : - Le dernier baiser (2006) : Izzy - Bébé entre amis (2013) : Casey - 1997 : Le Facteur : Eddie Mach (Ryan Hurst) - 1998 : Terre : Hassan (Rahul Khanna) - 1998 : Star Trek : Insurrection : Sojef (Daniel Hugh Kelly) - 1999 : Hurricane : Lesra Martin (Vicellous Reon Shannon (en)) - 1999 : Souvenirs de Liberty Heights : Van Kurtzman (Adrien Brody) - 2000 : À propos d'Adam : David Owens (Alan Maher) - 2000 : Pourchassé : Panda (Bernie Coulson) - 2000 : Cris du Cœur : Matthew Carter (Martin Cummins) - 2000 : Entre sœurs : Jason McCardy (Jesse Moss) - 2000 : Double Arnaque : Agent spécial Sean Donahue (Peter Outerbridge) - 2001 : Saint-Valentin : Campbell Morris (Daniel Cosgrove) - 2001 : Naïve : William Sellers (Brad Renfro) - 2001 : Film de peur 2 : Buddy (Christopher Masterson) - 2001 : Le Grand Coup : Steven (Jamie Harrold) - 2001 : Folies de graduation 2 : Paul Finch (Eddie Kaye Thomas) - 2001 : O : Hugo Houlding (Josh Hartnett) - 2001 : Le Mousquetaire : D'Artagnan (Justin Chambers) - 2001 : Mise à nu (en) (Suddenly Naked) : Patrick McKeating (Joe Cobden) - 2001 : Le Maître du Cauchemar 3: Au-delà des portes de l'Enfer : Billy Matthews (Aaron Smolinski) - 2001 : En bout de ligne : Rod (Joey Fatone) - 2001 : Entre l'arbre et l'écorce : KC (Carter Hayden) - 2001 : Pas encore un film d'ados ! : Austin (Eric Christian Olsen) - 2001 : Sans issue : Richard Strout (William Mapother) - 2001 : Un week-end à Gosford Park : Henry Denton (Ryan Phillippe) - 2002 : Dupli-Kate : Felix (Todd Robert Anderson) - 2002 : Je suis Sam : Ifty (Doug Hutchison) - 2002 : La Reine des Damnés : Lestat de Lioncourt (Stuart Townsend) - 2002 : 40 jours et 40 nuits : 'Bagel Boy' (Michael Maronna) - 2002 : National Lampoon présente Van Wilder : Hutch (Teck Holmes) - 2002 : Meurtre en équation : Justin Pendleton (Michael Pitt) - 2002 : Terreur sur huit pattes : Bret (Matt Czuchry) - 2002 : K-19 : Terreur sous la mer : Lieutenant Vadim Ratchenko (Peter Sarsgaard) - 2002 : La baie de l'amour et des regrets : Michael Skid (Jonathan Scarfe) - 2002 : Une ville près de la mer : Dave Simon (Anson Mount) - 2002 : La Légende des Baleines : Oncle Rawiri (Grant Roa) - 2002 : Les Quatre Plumes : Harry Feversham (Heath Ledger) - 2002 : Croisière en folie : Ron (Zen Gesner) - 2002 : Bienvenue à Collinwood : Pero (Sam Rockwell) - 2002 : Bollywood Hollywood : Rahul Seth (Rahul Khanna) - 2002 : Qui sait quoi? : Jeremy (Jeremy Sisto) - 2003 : Comment perdre son mec en 10 jours : Thayer Beekman (Thomas Lennon) - 2003 : Le Jeu de L'Ange : Leo (JR Bourne) - 2003 : L'Agent Cody Banks : Dr. Connors (Martin Donovan) - 2003 : Un homme à part : Pomona Joe (Jeff Kober) - 2003 : Imax : Vitesse extrême : Lui-même (Lucas Luhr) - 2003 : La Double Vie de Mahowny : Détective Ben Lock (Ian Tracey) - 2003 : Échappée belle : Chris (Steven Turpin) - 2003 : S.W.A.T. : Brian Gamble (Jeremy Renner) - 2003 : Le Maître du jeu (Runaway Jury) de Gary Fleder : Lawrence Green (Jeremy Piven) - 2004 : Solstice d'hiver : Gabe Winters (Aaron Stanford) - 2004 : Chez le barbier 2 : De retour en affaires : Muhamed (David Newman) - 2004 : Miracle : Rob McClanahan (Nathan West) - 2004 : Contrecoups : Ray Kallen (Sean Bell) - 2004 : L'Aube des morts : Michael (Jake Weber) - 2004 : Psycho-Traqueurs : Bobby Whitman (Eion Bailey) - 2004 : Le Prince et Moi : Prince Edward (Luke Mably) - 2004 : Un rendez-vous avec Drew : Lui-même (Brian Herzlinger) - 2004 : Tante Helen : Paul Davis (Sean O'Bryan) - 2004 : Le Roi Arthur : Galahad (Hugh Dancy) - 2004 : Sept fois la chance : le "neveu" de Five Wounds (Ryan Black) - 2004 : Échelle 49 : Ray Gauquin (Balthazar Getty) - 2004 : Alexandre (film) : Ptolémée, adulte (Elliot Cowan) - 2005 : Match parfait : Kevin (Willie Garson) - 2005 : Colour of the Loyalty : Fat (Shawn Yue) - 2005 : L'île : Gandu 3 Echo (Brian Stepanek) - 2005 : Hollywood Infesté : Luca (Antonio Cupo) - 2005 : 40 ans et encore puceau : Jay (Romany Malco) - 2005 : La Constance du jardinier : Dr. Arnold Bluhm (Hubert Koundé) - 2005 : Edmond : Sharper (Dulé Hill) - 2005 : Doom : Sergent Gregory Schofield, alias Duke (Raz Adoti (en)) - 2005 : Le Rêveur: Inspiré d'une histoire vraie : Prince Sadir (Oded Fehr) - 2005 : Entre elles et lui : David Bloomberg (Bryan Greenberg) - 2005 : Rencontre Fatale : Dexter (Xzibit) - 2006 : Film d'amour : Grant Fockyerdoder (Adam Campbell) - 2006 : Devoir civique : Gabe Hassan (Khaled Abol Naga) - 2006 : Rapides et Dangereux : Tokyo Drift : Morimoto (Leonardo Nam) - 2006 : Le mariage de ma femme : Steve (Christian Paul) - 2006 : Le Festi-Bière : Jan Wolfhouse (Paul Soter) - 2006 : Crinqué : Verona (Jose Pablo Cantillo) - 2006 : La Nuit des Moutons : Henry Oldfield (Nathan Meister) - 2006 : L'escadrille Lafayette : Briggs Lowry (Tyler Labine) - 2007 : Musique en soi : Mike Stoltz (Yul Vazquez) - 2007 : L'Escouade Reno 911 à Miami : Député Travis Junior (Ben Garant) - 2007 : Le visage de la peur 2 : David « Napoleon » Napoli (Michael McMillian) - 2007 : Les Rois du patin : Stranz Van Waldenberg (Will Arnett) - 2007 : Gracie : Coach Owen Clark (Andrew Shue) - 2007 : Vies brisées : Inspecteur McGill (Callum Keith Rennie) - 2007 : Guerre : Dr. Sherman (Saul Rubinek) - 2007 : Enquête clandestine : Duck (Terrence Howard) - 2007 : Désir, danger : Monsieur Yee (Tony Leung Chiu-wai) - 2007 : Elizabeth : L'Âge d'or : Francis Throckmorton (Steven Robertson) - 2007 : L'Orphelinat : Enrique (Andrés Gertrudix) - 2008 : Dansez dans les rues 2 : DJ Sand (J-Boog) - 2008 : Le Bal de l'horreur : Bobby (Scott Porter) - 2008 : Héros recherché : Détective Wallace MacTee (Todd Jensen) - 2008 : Le 5e commandement : Matt (Mitch Mulaney) - 2008 : Ados extrêmes : Len (Ben Feldman) - 2008 : Free Style : Justin (Tim McGrath) - 2009 : Push : La Division : Père de Nick (Joel Gretsch) - 2009 : Les fans : Harold « Hutch » Hutchinson (Dan Fogler) - 2009 : Confessions d'une accro du shopping : Ryan Koenig (Fred Armisen) - 2009 : Vendredi 13 : Wade (Jonathan Sadowski) - 2009 : Crinqué 2 : Sous haute tension : Chico (Joseph Julian Soria) - 2009 : Le Soliste : Graham Laydon (Tom Hollander) - 2009 : Malédiction de l'enfer : Rham Jas (Dileep Rao) - 2009 : District 9 : Fundiswa Mhlanga (Mandla Gaduka) - 2009 : La destination ultime : George Lanter (Mykelti Williamson) - 2009 : Rockeurs dans le sang : Queeny (Dimitri Coats) - 2009 : Clones : Canter (James Francis Ginty) - 2009 : Ninja Assassin : Hollywood (Sung Kang) - 2009 : Survivants de l'ouragan : Lamont Johnson (Lil Wayne) - 2009 : Alvin et les Chimpmunks : La suite : Toby Seville (Zachary Levi) - 2009 : L'Imaginarium du Docteur Parnassus : Martin (Richard Riddel) - 2010 : Mon nom est Khan : Raj Burman (Arjun Mathur) - 2010 : Alice au pays des merveilles : Chess, le Chat du Cheshire (Stephen Fry) - 2010 : Trop belle ! : Jaunâtre (T. J. Miller) - 2010 : Joyeuses funérailles : Brian (Kevin Hart) - 2010 : Le Plan B : Stan (Alex O'Loughlin) - 2010 : Les Losers : Pooch (Columbus Short) - 2010 : Millénium 3 : La Reine dans le palais des courants d'air : Dr. Jonasson (Aksel Morisse) - 2010 : Flicka 2 : HD Walker (Ted Whittall) - 2010 : Le guerrier Wushu : Chow Fung (Eddy Yihua Lin) - 2010 : The 41-Year-Old Virgin Who Knocked Up Sarah Marshall and Felt Superbad About It : Blaqguy (30 / 40) (Neil Lewis) - 2010 : Six : Jacob Odessa (John Pyper-Ferguson) - 2010 : Mords-moi sans hésitation : Edward Sullen (Matt Lanter) - 2010 : Le Retour de Nounou McPhee : Oncle Phil (Rhys Ifans) - 2010 : Preneurs : John Rahway (Paul Walker) - 2010 : Démon : Anthony « Tony » Janecowski (Logan Marshall-Green) - 2010 : À la recherche du Chien Noël : James Huckle (John Ducey) - 2011 : Le Mécano : Sebastian (David Leitch) - 2011 : Le Chihuahua de Beverly Hills 2 : Sam Cortez (Marcus Coloma) - 2011 : Sanctum : Carl Hurley (Ioan Gruffudd) - 2011 : Intrusion : Charlie / Graham Weston (Chris Henry Coffey) - 2011 : Green Lantern : Jack Jordan (Mike Doyle) - 2011 : Un amour fou : Richard (Josh Groban) - 2011 : La Couleur des sentiments : Stuart Whitworth (Chris Lowell) - 2011 : Apollo 18 : Capitaine Benjamin Anderson (Warren Christie) - 2011 : Gants d’acier : Finn (Anthony Mackie) - 2012 : L'Histoire de Pi : Yann Martel (Rafe Spall) - 2012 : Django déchainé : Calvin J. Candie (Leonardo DiCaprio) - 2013 : Mama : Lucas (Nikolaj Coster-Waldau) - 2013 : Ciel obscur : Daniel Barret (Josh Hamilton) - 2013 : Parkland : Roy Kellerman (Tom Welling) - 2013 : Protection : Jimmy Klum (Marcus Hester) - 2014 : Les Tortues Ninja : Leonardo (Johnny Knoxville) (voix) - 2014 : Hector et la Recherche du bonheur (Hector and the Search for Happiness) : Michael (Barry Atsma) - 2016 : Les Tortues Ninja : La Sortie de l'ombre : Leonardo (Pete Ploszek) (voix) |

#### Films d'animation
- 2000 : Dinosaure : Aladar
- 2001 : Atlantis, l'empire perdu : Milo James Thatch
- 2002 : Cendrillon 2 : Le Prince
- 2003 : Atlantis : Le Retour de Milo : Milo James Thatch
- 2003 : Mon frère l'ours : Kenaï
- 2004 : La ferme se rebelle : Garde présidentielle
- 2004 : Yu-Gi-Oh!, le film : La Pyramide de Lumière : Seto Kaiba
- 2006 : Georges le petit curieux : Junior Bloomsberry
- 2006 : Les Vengeurs : Steve Rogers / Capitaine America
- 2006 : Les Bagnoles : Flash McQueen
- 2006 : La vie sauvage : Nigel
- 2006 : Les Vengeurs 2 : Steve Rogers / Capitaine America
- 2006 : Mon frère l'ours 2 : Kenaï
- 2006 : Les petits pieds du bonheur : Noah
- 2006 : Festin de requin : Troy
- 2007 : Cendrillon 3 : Les Hasards du temps : Le Prince
- 2007 : Bienvenue chez les Robinson : Fritz / Petunia
- 2008 : Volt : Blake
- 2009 : Là-haut : Alpha
- 2010 : Détestable moi : Vector
- 2011 : Gnoméo et Juliette : Paris
- 2011 : Les Bagnoles 2 : Flash McQueen
- 2011 : Les petits pieds du bonheur 2 : Noah
- 2017 : Les Bagnoles 3 : Flash McQueen
- 2018 : Sherlock Gnomes : Paris
- 2019 : Espions Incognitos : Lance Sterling

### Télévision

#### Téléfilms
- Joseph Griffin dans :
  - Une vie sacrifiée: la vie de David Milgaard (1999) : Larry Fisher
  - Rage au Volant (2000) : Bo Taylor

- 2000 : Rivales : Butch Yunkin (Rel Hunt)
- 2001 : Le Miracle des cartes : Ryan Phillips (Matthew Harrison)
- 2002 : L'ange gardien de mon père : Vlada (Brendan Fletcher)
- 2002 : Un agent d'influence : Robert Madison (Ted Whittall)
- 2005 : Passions criminelles : Frank Schaffer (John H. Brennan)
- 2005 : Ne m'appelez pas Tonto : Bernie (Vincent Gale)
- 2005 : Isolement Meurtrier : Patrick Carlson / Jeff Watkins (Nicholas Lea)
- 2006 : Mourir deux fois : Evan Lauker (Martin Cummins)
- 2006 : Plaisirs meurtriers : Hank (Paul Hopkins)
- 2009 : Énigme criminelle : David Lester (Kristen Holden-Ried)
- 2010 : Seconde chance : Lucas Kelley (Ryan Scott Greene)
- 2010 : Le plan parfait : Sean / Keenan Blake (Lucas Bryant)
- 2011 : Taken from Me: The Tiffany Rubin Story : Chris (David Haydn-Jones)
- 2011 : Relations secrètes : Graham Ball (Noam Jenkins)
- 2012 : Jesse Stone: le bénéfice du doute : Luther « Suitcase » Simpson (Kohl Sudduth (en))

#### Séries télévisées
- Ian Tracey dans :
  - Coroner Da Vinci (1998 - 2005) : Détective Mick Leary
  - Intelligence (2006 - 2007) : Jimmy Reardon

- 2001 - 2004 : Bienvenue à Paradise Falls : Billy Hunter (Allen Altman) (seulement les saisons 1 et 2 de la série sont doublées au Québec)
- 2002 - 2005 : Edgemont : Tyler (Zahf Paroo)
- 2002 - 2007 : The Dead Zone: Le Début : Johnny Smith (Anthony Michael Hall)
- 2004 - 2006 : Le merveilleux monde d'Alice : Elliot Sacks (Michael Riley)
- 2005 : Charlie Jade : Charlie Jade (Jeffrey Pierce)
- 2006 : Whistler : Ethan McKaye (Nicholas Lea)
- 2007 : Les Tudors : William Compton (Kristen Holden-Ried)
- 2008 - 2009 : Hôtel Babylon : Charlie Edwards (Max Beesley) (seulement les saisons 3 et 4 de la série sont doublées au Québec)
- 2010 : Les Piliers de la terre : Alfred (Liam Garrigan) (mini-série)
- 2010 - 2011 : Connor, agent très spécial : Eduardo Garcia (Gavin Fox)
- 2019 - 2023 : De bons présages : Crowley (David Tennant)[1]